# ران هادریک
ران هادریک (انگلیسی: Ron Haddrick؛ زادهٔ ۹ آوریل ۱۹۲۹ – درگذشته ۱۱ فوریه ۲۰۲۰) بازیکن کریکت و هنرپیشه اهل استرالیا بود. وی از سال ۱۹۴۶ میلادی تا سال ۲۰۱۹ مشغول فعالیت بوده‌است.
از فیلم‌ها یا مجموعه‌های تلویزیونی که وی در آن‌ها نقش داشته‌است می‌توان به جزیره گریز و کویگلی در استرالیا اشاره نمود.